# Normandy, Missouri
Normandy är en ort i St. Louis County i delstaten Missouri, USA.